# Caojia (köpinghuvudort i Kina, Shaanxi, lat 34,24, long 107,61)
Caojia är en köpinghuvudort i Kina. Den ligger i provinsen Shaanxi, i den nordvästra delen av landet, omkring 120 kilometer väster om provinshuvudstaden Xi'an. Antalet invånare är 19 919. Befolkningen består av 8 802 kvinnor och 11 117 män. Barn under 15 år utgör 15,0 %, vuxna 15-64 år 77 %, och äldre över 65 år 6,0 %.
Runt Caojia är det glesbefolkat, med 18 invånare per kvadratkilometer. Närmaste större samhälle är Shoushan, 13,3 km öster om Caojia. I omgivningarna runt Caojia växer i huvudsak blandskog.
Genomsnittlig årsnederbörd är 730 millimeter. Den regnigaste månaden är september, med i genomsnitt 159 mm nederbörd, och den torraste är december, med 2 mm nederbörd.